# Слобода (Угорське сільське поселення)
Слобода (рос. Слобода) — присілок в Дзержинському районі Калузької області Російської Федерації.
Населення становить 1 особу. Входить до складу муніципального утворення Угорське сільське поселення.

## Історія
Від 2004 року входить до складу муніципального утворення Угорське сільське поселення.

## Населення
| 2002 | 2010 |
| ---- | ---- |
| 1    | →1   |